# Carl August Gustafsson (skogvaktare)
Carl August Gustafsson, född 3 augusti 1857 i Algutsboda socken, död 23 mars 1937 i Bomhus, Gävle, var en svensk skogvaktare och folkbildare.
Carl August Gustafsson var son till skräddaren Gustaf Carlsson. Redan som nioåring började han arbeta som vallpojke och blev som lite äldre skogsarbetare. 1887 genomgick Gustafsson Marma skogsskola och antogs 1889 som ordinarie skogvaktare vid Söderfors bruk. 1905 blev han länsskogvaktare i Kopparbergs län men lämnade redan efter två år arbetet för att ägna sig åt skoglig föreläsningsverksamhet, organiserandes av skogvaktare- och skogsvårdsförbundet samt redaktionsposten vid tidskriften Skogvaktaren, som han tillträdde 1910. Han fick namnet "skogsaposteln" för sin folkbildande verksamhet i skogsfrågor. Av riksdagen erhöll han 1924 ett årligt understöd. Gustafsson var 1918–1922 stadsfullmäktig i Gävle.